# اولیوکما
اولیوکما (روسی: Олёкма) یک رودخانه در سرزمین زابایکالسکی کشور روسیه است.